# 10月8日
10月8日是阳历一年中的第281天（闰年第282天），离全年的结束还有84天。

## 大事记

### 17世紀以前
- 314年：君士坦丁大帝在西巴萊戰役（英语：Battle of Cibalae）中擊敗了李錫尼，並奪取後者在歐洲的領土。
- 451年：迦克墩公會議第一階段開始。
- 876年：青年路易率領的東法蘭克軍阻止（英语：Battle of Andernach (876)）西法蘭克人的入侵，擊敗了禿頭查理。
- 1075年：德米特里·茲沃尼米爾（英语：Demetrius Zvonimir of Croatia）加冕成為克羅埃西亞國王。
- 1200年：昂古萊姆的伊莎貝爾加冕為英國皇后。
- 1322年：比利斯卡戰役（英语：Battle of Bliska）敗戰後，克羅埃西亞總督（英语：Ban of Croatia）布里比爾的瑪爾登二世·蘇比奇（英语：Mladen II Šubić of Bribir）遭到拔職。
- 1325年：元泰定帝改革全国的行政区划，将全国划分为18个道。
- 1480年：金帐汗国阿黑麻汗率军与莫斯科大公伊凡三世对峙于乌格拉河，后不战而退，此役宣告莫斯科完全摆脱金帐汗国控制。
- 1573年：西班牙對阿爾克馬爾的圍攻（英语：Siege of Alkmaar）結束，荷蘭取得八十年戰爭中的第一場勝利。
- 1600年：位於歐洲南部的聖馬利諾確立其成文憲法，為世界上最古老的共和立憲制國家。

### 17世紀
- 1643年：福临即清朝皇帝位，是为顺治帝。
- 1645年：珍妮·曼斯在北美開設第一家外行醫院（lay hospital）。
- 1683年：鄭克塽剃髮降清。

### 18世紀
- 1745年，俄國女皇伊莉莎白同意援助薩克森選侯國抵抗普魯士，但協議來的太遲。[1]

### 19世紀
- 1813年：天理教徒林清在北京举事，率众攻入皇宫。
- 1821年：秘魯海軍在獨立戰爭中成立。
- 1829年：羅伯特·史蒂芬生的火箭號在雨山試驗（英语：Rainhill trials）中勝出。
- 1856年：清朝廣東水師逮捕12名在香港籍船艦亞羅號工作的中國水手，此舉引發第二次鴉片戰爭。
- 1862年：美國內戰：邦聯入侵肯塔基州的勢頭在佩里維爾戰役中受阻。
- 1871年：美國發生了五場大火，包括伊利諾州的芝加哥大火和威斯康辛州的派什提戈大火，後者是美國歷史上最致命的大火。
- 1879年：太平洋战争：智利海军在安戈莫斯海战（英语：Battle of Angamos）中决定性地击败秘鲁海军，秘鲁海军司令阵亡。
- 1895年：朝鲜高宗的王妃闵妃在景福宫被日本公使三浦梧楼领兵刺杀身亡。
- 1897年：奧地利皇帝法蘭茲·約瑟夫一世任命作曲家古斯塔夫·馬勒擔任維也納宮廷歌劇院總監。

### 20世紀
- 1904年：位於加拿大亞伯達的艾德蒙頓和薩斯喀徹溫的艾伯特親王城分別成立市法團。
- 1906年：卷发革命从英国发起[來源請求]。
- 1912年：蒙特內哥羅对鄂圖曼帝國宣战，第一次巴尔干战争开始。
- 1928年：蒋介石任南京國民政府主席。
- 1939年：第二次世界大戰：納粹德國吞併西波蘭地區。
- 1940年：第二次世界大戰：匈牙利王國正式吞併北特蘭西瓦尼亞。
- 1941年：第二次世界大戰：羅斯托夫戰役爆發前，納粹德國攻佔馬里烏波爾抵達亞速海岸。
- 1944年：號稱「最短命航空母艦」的大和級三號艦信濃下水。
- 1949年：中华人民共和国发行第一套邮票《庆祝中国人民政治协商会议第一届全体会议》发行，为纪念邮票，全套4枚，图案为北京天安门和宫灯，由上海商务印书馆印制。
- 1950年：中国人民志愿军组成。
- 1952年：哈洛及威爾德斯通火車相撞事故（英语：Harrow and Wealdstone rail crash）：英国伦敦哈羅及威爾德斯通站三列火車相撞，造成112人罹難。
- 1954年：法國軍隊在越南抗法戰爭中戰敗，被迫撤出河內。
- 1955年：钱学森经香港返回中国。
- 1956年：美國職棒大聯盟紐約洋基隊投手唐·拉森投出世界大賽史上至今唯一的完全比賽。
- 1956年：中国第一个导弹火箭研究机构：国防部第五研究院成立，首任院長钱学森。
- 1957年：中国第一个天然石油基地：玉门油田基本建成，成为一座拥有地质勘探、钻井、采油、炼油、机械修配、油田建设和石油科学研究等部门的大型石油联合企业。
- 1959年：中央档案馆在北京西郊落成，并正式开馆。
- 1967年：支持馬克思主義的拉丁美洲游擊戰領導人切·格瓦拉在玻利維亞拉伊格拉遭到俘獲，次日遭槍決身亡。
- 1976年：“四人帮”余党被粉碎。
- 1984年：吉星福將軍與張振芳教授，慨然將其家傳國寶13箱共213件古物，全數裸捐贈給台北故宮博物院典藏，當時民國73年故宮欲回餽贈款兩億元（台幣），被夫婦倆婉謝。蔣經國總統繼於1984年10月8日，向吉星福夫婦題頒了“保粹抒忠”匾額一塊。
- 1985年：中华人民共和国第一座太阳能光电站建成。
- 1985年：由法国作家维克多·雨果的同名小说改编的音乐剧《悲惨世界》在英国伦敦首演。
- 1986年：蒋经国表示中華民國政府当局将提议解除实施三十七年的臺灣省戒嚴令。
- 1986年：香港葵涌一間皮革廠發生大爆炸，13人傷重不治。
- 1990年：中国大陸第一家麦当劳餐厅在深圳市开业。
- 1990年：千年前应州大地震遗址被发现。
- 1992年：武汉航空一架旅游包机在中國甘肃省坠毁，造成14人死亡、21人受傷。

### 21世紀
- 2001年：時任日本首相小泉纯一郎訪問中國。
- 2001年：北欧航空686号班机在意大利米兰的连尼治机场与另一架商务客机相撞，造成118人死亡、4人受傷。
- 2005年：巴基斯坦控制的克什米尔地区发生里氏7.6级的强烈地震，造成至少7.4万人死亡。
- 2010年：中國異議人士、《零八憲章》起草人劉曉波获頒诺贝尔和平奖。劉曉波是中國繼達賴喇嘛後的第二位諾貝爾和平獎得主，亦是第一位在中華人民共和國出生的诺贝尔奖得主。
- 2018年：政府間氣候變化專門委員會在韓國仁川批准並發布IPCC全球升溫1.5ºC特別報告。
- 2021年：伊斯蘭國－呼羅珊省在阿富汗東北部昆都士一間清真寺發動自殺攻擊，造成至少50人死亡。

## 出生
- 1561年：愛德華·賴特，英國數學家（1615年逝世）
- 1800年：詹姆士·萊德，愛爾蘭裔美國天主教牧師、耶穌會士（1860年逝世）
- 1810年：詹姆斯·W·馬歇爾，美國木匠，因發現砂金而引發加利福尼亞淘金潮（1885年逝世）
- 1848年：馬科斯·莫里尼戈，巴拉圭政治人物，第12任巴拉圭總統（1901年逝世）
- 1848年：皮埃尔·狄盖特，比利時共产主义者、作曲家，《國际歌》作曲者（1932年逝世）
- 1864年：池田菊苗，日本化學家，麩胺酸鈉的發現者（1936年逝世）
- 1873年：埃納·赫茨普龍，丹麥天文學家（1967年逝世）
- 1883年：阎錫山，北洋軍阀（1960年逝世）
- 1884年：瓦爾特·馮·賴歇瑙，德國陸軍將領（1942年逝世）
- 1895年：胡安·裴隆，阿根廷軍人、政治家，第29、40任阿根廷總統（1974年逝世）
- 1901年：馬克·奧利芬特，澳大利亞物理學家、人道主義者（2000年逝世）
- 1907年：休·富特，英國殖民地官員、外交官、政治家、外交關係學者（1990年逝世）
- 1919年：宮澤喜一，日本政治人物，第78任日本首相（2007年逝世）
- 1920年：法蘭克·赫伯特，美國科幻小說作家（1986年逝世）
- 1921年：關鶴岩，中國音樂家，著名兒歌《丟手絹》的作者（2005年逝世）
- 1921年：楊天發，台灣企業家，興農集團創辦人（2014年逝世）
- 1929年：，英國政治人物，曾任下議院議長（2023年逝世）
- 1930年：武滿徹，日本作曲家（1996年逝世）
- 1932年：劉胡蘭，中國共產黨革命烈士（1947年逝世）
- 1932年：凱尼斯·阿佩爾，美國數學家（2013年逝世）
- 1932年：雷·里爾頓，威爾斯職業司諾克選手（2024年逝世）
- 1934年：楚原，香港著名導演、演員（2022年逝世）
- 1937年：何藩，香港攝影師、導演、演員（2016年逝世）
- 1938年：弗雷德·施托勒，澳大利亞男子網球運動員（2025年逝世）
- 1942年：阮明哲，曾任越南社會主義共和國主席。
- 1943年：，美國男演員、喜劇演員、作家
- 1946年：阿什拉維，巴勒斯坦女政治家
- 1948年：克勞德·傑德，法國女演員（2006年逝世）
- 1949年：，美國女演員
- 1950年：張武孝，香港男歌手
- 1951年：湯姆·阿西諾，美國政治人物
- 1952年：愛德華·茲維克，美國電影導演、製片人
- 1953年：麥潤壽，香港廣播節目主持人
- 1954年：林威，香港男演員
- 1954年：賈韋德·謝赫，巴基斯坦男演員
- 1958年：廖成利，香港政界人物
- 1958年：烏蘇拉·馮德萊恩，德國政治人物、醫師，現任歐盟執委會主席
- 1960年：里德·哈斯廷斯，美國企業家，Netflix創辦人
- 1960年：米洛什·維斯特奇爾，捷克政治人物，現任捷克參議院議長
- 1963年：光宗信吉，日本作曲家
- 1963年：盧傳淞，香港乒乓球運動員
- 1963年：大衛·葉慈，英國導演、製片人
- 1964年：伊恩·哈特，英國男演員
- 1965年：哈羅德·G·懷特，美國機械工程師、航空工程師、應用物理學家
- 1966年：塔貝亞·齊默爾曼，德國中提琴家
- 1968年：兹沃尼米尔·博班，克羅地亞退役足球運動員
- 1970年：野村哲也，日本遊戲設計師、人物設計師
- 1970年： ，美國男演員、編劇、製片人
- 1970年：葛莉·罕，印度電影製片人、室內設計師
- 1970年：沙迪克·汗，英國政治人物、律師
- 1972年：金明民，韓國男演員
- 1974年：室伏廣治，日本鏈球運動員
- 1974年：佐蘭·薩耶夫，北馬其頓政治人物
- 1976年：凱利·阿姆斯特朗，美國律師、政治人物，現任北達科他州聯邦參議員
- 1981年：陳星漢，中國遊戲設計師
- 1981年：趙蕊蕊，中國女排運動員
- 1981年：載寧龍二，日本男演員
- 1982年：高露，中國女演員
- 1982年：譚維維，中國女歌手
- 1982年：朴孝珠，韓國女演員
- 1982年：安妮米克·范弗勒滕，荷蘭女子公路自由車運動員
- 1983年：吳亞馨，台灣女演員
- 1984年：姜華珺，香港乒乓球運動員
- 1985年：Wentz瑛士，日本歌手、演員
- 1985年：小澤雄太，日本男演員
- 1985年：火星人布魯諾，美國唱作男歌手，唱片監製
- 1986年：周吉佩，香港男歌手、主持人
- 1986年：豬塚健太，日本男演員
- 1986年：毛林林，中國男演員
- 1987年：平野綾，日本女性聲優
- 1993年：帕爾文·芭芭拉，匈牙利模特兒
- 1995年：長澤茉里奈，日本寫真偶像
- 1995年：格雷森·艾倫，美國職業籃球運動員
- 1996年：洪宜珍，韓國女子偶像團體SONAMOO成員
- 1996年：林梨亞，台灣女歌手、主持人、演員，組合天气女孩成員
- 1996年：高梨沙羅，日本女子跳台滑雪運動員
- 1997年：王瑞昌，中國男演員
- 1997年：玉城蒂娜，日本女演員
- 1997年：約什·克爾，英國男子田徑運動員
- 1999年：大原優乃，日本女演員、寫真偶像、歌手
- 1999年：喬治·彼得羅維奇，塞爾維亞職業足球運動員
- 2001年：羅嘉翎，臺灣女子跆拳道運動員
- 2001年：許允真，韓國女子偶像團體LE SSERAFIM成員
- 2001年：波西·海恩斯·懷特，加拿大男演員
- 2002年：鄭欽文，中國女子網球運動員
- 2002年：伊藤理理杏，日本女子偶像團體乃木坂46成員
- 生年不詳：岡井克升，日本男性聲優

## 逝世
- 1317年：伏見天皇，日本第92代天皇（1265年出生）
- 1469年：菲利普·利皮，義大利畫家（1406年出生）
- 1594年：石川五右衛門，日本安土桃山時代盜賊（1558年出生）
- 1735年：清世宗愛新覺羅胤禛，清朝雍正皇帝（1678年出生）
- 1754年：亨利·菲尔丁，英国小說家、劇作家（1707年出生）
- 1793年：錢德明，法國耶穌會傳教士（1718年出生）
- 1793年：約翰·漢考克，美國商人、革命家、政治家，美國開國元老之一（1737年出生）
- 1826年：弗里德里希·克虜伯，德国工业家，蒂森克虏伯前身克虏伯钢铁厂的奠基人（1787年出生）
- 1869年：富蘭克林·皮爾斯，美國政治人物，第14任美國總統。（1804年出生）
- 1895年：明成皇后，朝鮮王后。（1851年出生）
- 1918年：詹姆斯·B·麥克里，美國律師、政治家，第27、37任肯塔基州州長及眾議院議員（1838年出生）
- 1927年：里卡多·圭拉爾德斯，阿根廷小說家、詩人（1886年出生）
- 1935年：黃侃，中國語文學家（1886年出生）
- 1967年：克莱门特·艾德礼，前英国首相（1883年出生）
- 1979年：努爾·穆罕默德·塔拉基，阿富汗政治人物，首任阿富汗民主共和國部長會議主席（1917年出生）
- 1992年：，德國政治人物，第30任德國總理，1971年諾貝爾和平獎得主（1913年出生）
- 1993年：顾城，中國作家、诗人（1956年出生）
- 2013年：鈴木沙彩，日本女童星（1995年出生）[2]
- 2016年：郭金發，臺灣男歌手（1944年出生）
- 2018年：輪島大士，日本大相撲力士，第54代橫綱（1948年出生）
- 2021年：白土三平，日本漫畫家、散文家（1932年出生）
- 2021年：雷蒙德·奧迪爾諾，美國陸軍退役上將（1954年出生）
- 2023年：潘鏡芙，中國船舶工程專家（1930年出生）
- 2023年：紹約姆·拉斯洛，匈牙利政治人物，前任匈牙利總統（1942年出生）
- 2023年：谷村新司，日本音樂家、歌手（1948年出生）
- 2024年：陳兩傳，臺灣企業家（1937年出生）
- 2024年：吳邦國，中國政治人物（1941年出生）

## 节假日和习俗
- 世界八爪魚日[3][4]
- 國際女同性戀日（英语：International Lesbian Day）
- 伊朗：兒童節
- 秘魯：海軍節
- 印度：空軍節
- ：独立日